# Aspartato carbammiltransferasi
La aspartato carbammiltransferasi (o aspartato transcarbammilasi, o ATCasi) è un enzima allosterico appartenente alla classe delle transferasi coinvolto nella sintesi delle basi pirimidiniche. La struttura di questo enzima è composta da dodici subunità, sei delle quali sono dette subunità catalitiche e sei sono unità regolatorie. Esso catalizza, più nel dettaglio, la seguente reazione:
carbammilfosfato + L-aspartato = fosfato + N-carbammil-L-aspartato
L'enzima presenta due effettori allosterici: ATP, che attiva l'enzima, e CTP, che lo reprime. La struttura di questo enzima è stata investigata in entrambe le sue conformazioni.
La struttura ai raggi X della ATCasi rivela che le subunità catalitiche sono disposte come gruppi di trimeri (c3) uniti a tre gruppi di dimeri regolatori (r2), ciascun dimero regolatorio si unisce a due subunità catalitiche in trimetri c3 differenti. I trimetri catalitici isolati sono attivi, hanno una curva di saturazione iperbolica (non cooperativa) e non sono influenzati da CTP o ATP, in quanto questi ultimi si legano solo alle subunità regolatorie dell'ACTasi. Le subunità regolatorie isolate, invece, legano soltanto gli effettori allosterici, ma non presentano alcuna attività enzimatica: il loro ruolo risulta essere confinato soltanto alla funzione regolatrice.
Le transizioni allosteriche dallo stato T inattivo (CTP) allo stato R attivo (ATP) comportano modificazioni conformazionali a livello di struttura quaternaria e terziaria, mentre la secondaria è sostanzialmente preservata. 
Una volta attivato l'enzima, dissociatosi dalle subunità regolatorie invece associate agli effettori, le subunità catalitiche reagiscono con i substrati mediante legame cooperativo: il legame del substrato ad una subunità catalitica determina un incremento dell'affinità di legame del substrato e dell'attività catalitica delle altre 5 subunità catalitiche.